# Seelitz
Seelitz là một đô thị trong huyện Mittelsachsen, bang tự do Sachsen, nước Đức. Đô thị Seelitz có diện tích 31,08 km², dân số thời điểm ngày 31 tháng 12 năm 2005 là 2069 người.